# Лівчак Йосип Миколайович
Йо́сип Микола́йович Лівча́к (Ливчак; * 1839, с. Тисів, Болехівська міська рада, Івано-Франківська область — † 27 жовтня (9 листопада) 1914, Петроград) — галицький публіцист, громадський діяч і винахідник. Москвофіл.

## Життєпис
Син греко-католицького священика Перемиської єпархії.
З 1863 — навчався у Відні (за одними джерелами, в університеті, за іншими — в політехніці).
У Відні видавав і редагував сатиричний журнал «Страхопуд» (1863–1868), журнали «Золотая грамота» (1864–1866) та «Славянская заря» (1867–1868), в яких обстоював ідеї панславізму, закликав до відторгнення слов'янських земель від Австро-Угорщини й об'єднання їх навколо Росії. Співпрацював у російських виданнях.
1865 — у Варшаві зустрічався і намагався порозумітися з П.Кулішем, М.Костомаровим і В.Білозерським.
1867 — разом із Яковом Головацьким брав участь у делегації закордонних слов'ян на Всеросійську етнографічну виставку, а також у Слов'янському з'їзді (Москва), учасники якого зустрічалися з російським імператором Олександром III. Під час з'їзду зустрічався з міністром народної освіти Росії Д.Толстим щодо фінансування російськомовної преси в Австро-Угорщині. У Відні цю активність сприйняли як знак зазіхання Росії на слов'янські землі Австро-Угорщини.
1869 — виїхав до Російської імперії.
Викладав математику у Віленському реальному училищі.
Винайшов матрицевибивну складальну машину, яку з 1875 року використовували при складанні газети «Виленский вестник». Його ідея рядковідливної машини лягла в основу лінотипу.
Зробив деякі винаходи у військовій справі: прицільний станок (1886), діаскоп (прототип перископу, відзначений великою золотою медаллю Паризької академії наук).
1880 — на Закаспійській залізниці розробив і застосував технологію механізованого укладання залізничної колії.
Сконструював вказівник шляху та швидкості руху локомотива. Російське технічне товариство нагородило його за цю роботу золотою медаллю им. А. П. Бородіна (1903). І. Свєнціцький характеризував Лівчака так:
    "Це невгомонний винахідник усіх найріжнорідніших уліпшень і забезпек патентованих і непатентованих винаходів і див, принятих і непринятих у техниці життя, використаних і вже забутих вкладів у будову матеріяльної культури людства, наш земляк, галичанин" 
Ливчака називали «російським Едісоном» (дехто стверджує, що це сказав Дмитро Менделєєв, добре знайомий з Й.Ливчаком, але цьому факту нема підтвердження, натомість є підтвердження, що автором цих слів є петербурзький публіцист Михайло Меньшиков).
Син Федір — російський архітектор, працював у Симбірську.
Донька Віра була одружена з колишнім особистим секретарем Дмитра Менделєєва — Олексієм Скворцовим.